# Östersjön (By socken, Dalarna)
Östersjön är en sjö i Avesta kommun i Dalarna och ingår i Dalälvens huvudavrinningsområde.